# Єресько Ігор Геннадійович
І́гор Генна́дійович Єре́сько (нар. 5 жовтня 1956, м. Золотоноша, Черкаська область) — український політик. Колишній народний депутат України. Кандидат економічних наук (1987), доцент. Член ВО «Батьківщина», був головою Черкаської обласної організації.

## Освіта
З 1975 до 1980 року навчався на економічному факультеті Київського національного університету ім. Т. Шевченка за спеціальністю економіст, викладач політекономії. Кандидатська дисертація «Колективізм соціалістичної трудової асоціації».

## Кар'єра
- З 1980 — викладач Черкаського педагогічного інституту.
- 1983–1987 — аспірант економічного факультету Київського національного університету ім. Т. Шевченка.
- 1987–1993 — викладач кафедри політекономії Черкаського педагогічного інституту.
- 1993–1994 — провідний спеціаліст Черкасінбанку.
- 1994–2002 — завідувач кафедри «Фінанси», з 2002 — завідувач кафедри «Банківська та страхова справа» Черкаського інженерно-технологічного інституту (Черкаського державного технологічного університету).
- 2005–2006 — заступник голови Черкаської обласної державної адміністрації.

Обраний депутатом Черкаської обласної ради (квітень 2006).
Автор (співавтор) близько 20 наукових праць з питань банківської справи, міжнародних економічних відносин.
Володіє англійською мовою.

## Сім'я
Українець. Батько Геннадій Семенович (1930) і мати Валентина Андріївна (1932) — пенсіонери. Дружина Лариса Миколаївна (1961) — лікар. Дочка Олександра.

## Парламентська діяльність
Березень 1998 — кандидат у народні депутати України по виборчому округу № 196 Черкаської області. З'явилось 80.6 %, «за» 1.1 %, 14 місце з 20 претендентів. Паралельно балотувався від Всеукраїнського об'єднання «Громада», № 195 у списку. На час виборів: завідувач кафедри фінансів Черкаського інженерно-технологічного інституту, член ВО «Громада».
Березень 2002 — кандидат у народні депутати України від «Блоку Юлії Тимошенко», № 57 у списку. На час виборів: завідувач кафедри Черкаського державного технологічного університету, член ВО «Батьківщина».
Народний депутат України 5-го скликання з 25 травня 2006 до 12 червня 2007 від «Блоку Юлії Тимошенко», № 118 у списку. На час виборів: заступник голови Черкаської обласної державної адміністрації, член ВО «Батьківщина». Член фракції «Блок Юлії Тимошенко» (з травня 2006). Голова підкомітету з питань економічного розвитку регіонів України Комітету з питань економічної політики (з липня 2006). 12 червня 2007 достроково припинив свої повноваження під час масового складення мандатів депутатами-опозиціонерами з метою проведення позачергових виборів до Верховної Ради України.
Народний депутат України 6-го скликання з 23 листопада 2007 до 12 грудня 2012 від «Блоку Юлії Тимошенко», № 90 у списку. На час виборів: тимчасово не працював, член партії ВО «Батьківщина». Член фракції «Блок Юлії Тимошенко» (з листопада 2007). Заступник голови Комітету з питань економічної політики (з грудня 2007).